# North Bay Trappers
Die North Bay Trappers waren ein kanadisches Eishockeyfranchise der Eastern Professional Hockey League aus North Bay, Ontario.  

## Geschichte
Die North Bay Trappers nahmen zur Saison 1961/62 den Spielbetrieb in der Eastern Professional Hockey League auf. In ihrer ersten und einzigen Spielzeit belegten sie den fünften und somit vorletzten Platz der EPHL. Anschließend wurde die Mannschaft bereits wieder aufgelöst. 

## Saisonstatistik
Abkürzungen: GP = Spiele, W = Siege, L = Niederlagen, T = Unentschieden, OTL = Niederlagen nach Overtime SOL = Niederlagen nach Shootout, Pts = Punkte, GF = Erzielte Tore, GA = Gegentore, PIM = Strafminuten
| Saison  | GP | W  | L  | T  | OTL | SOL | Pts | GF  | GA  | Platz    | Playoffs |
| 1961–62 | 70 | 23 | 37 | 10 | —   | —   | 56  | 186 | 229 | 5., EPHL | —        |

## Bekannte Spieler
- Ernie Wakely